# Ignaz Franz Zimmermann

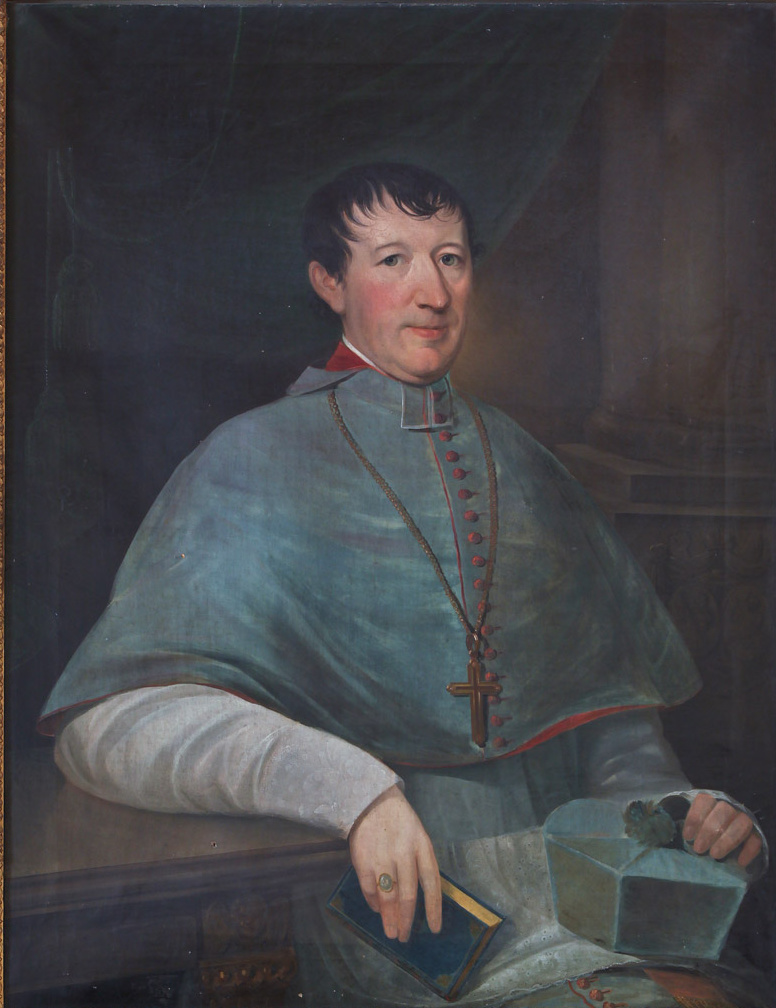
Ignaz Franz Sales Zimmermann (1777–1843), Bischof von Lavant. Öl auf Leinwand, zwischen 1824 und 1843, Sammlung Nadškofijski ordinariat Maribor

Ignaz Franz Zimmermann (slow. auch Ignac Franc Zimmermann; * 26. Juli 1777 in Windisch-Feistritz/Slovenska Bistrica, Untersteiermark; † 28. September 1843 in St. Andrä im Lavanttal) war ein österreichischer Geistlicher. Von 1824 bis zu seinem Tod amtierte er als Bischof von Lavant.

## Leben und Werdegang
Ignaz Franz Zimmermann wurde als Sohn eines Postverwalters in Slovenska Bistrica in der Untersteiermark (Spodnja Štajerska) geboren. Da seine Eltern früh starben, lebte er in der Obhut seines Onkels in Desternik nahe Ptuj (dt. hist. Pettau). Dort besuchte er die Privatschule von Leopold Volkmer, danach die Normalschule in Ptuj und das Gymnasium in Graz.
Sein Studium begann Zimmermann 1794 an der Juridischen Fakultät in Wien, wechselte aber im folgenden Jahr zur Theologie und war ab 1796 in Graz. Ordiniert wurde er 1800 in St.  Andrä in Lavanttal. Bis 1807 war er Kaplan in Slovenska Bistrica, danach bis 1809 Pfarr- und Dechantprovisor in Vuzenica in der Untersteiermark/Spodnja Štajerska, wo es ihm gelang, die Bombardierung des Marktes durch die französischen Truppen abzuwenden. In den Jahren 1809–1815 war er erstmals in St. Andrä tätig, danach für kurze Zeit in Krain (Kranjska), bis er 1816 zum Gubernialrat und Kanoniker in Graz bestellt wurde, wo er das Referat in geistlichen Angelegenheiten und die Aufsicht über das kirchliche Vermögen bei der Landesregierung übernahm.

## Wirken als Bischof von Lavant

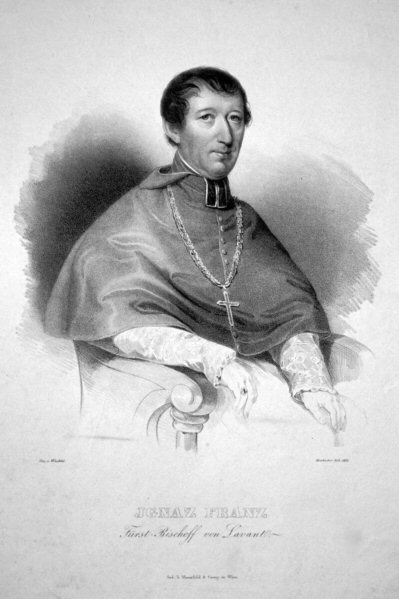
Ignaz Franz Zimmermann (1777–1843), 1824–1843 Bischof von Lavant. Lithographie von Josef Kriehuber, 1833

1824 wurde Zimmermann Bischof der Diözese Lavant. Während seiner langjährigen Tätigkeit setzte er sich bei der Regierung mit Erfolg für die Verbesserung der Lage der Diözese ein. Auf seine Bitte wurde in St.  Andrä 1825 wieder ein Kapitel errichtet. Zum Spiritual des Priesterseminars in Klagenfurt/Celovec ernannte er 1829 Anton Martin Slomšek. Schon bei seinem Antritt als Bischof verfasste Zimmermann seinen Hirtenbrief in slowenischer Sprache, erstmals in der Geschichte der Diözese. Auch in den slowenischsprachigen Orten hielt Zimmermann seine Ansprachen immer in der slowenischen Sprache und setzte sich bei den Behörden ständig für eine einheitliche slowenische Sprache ein. Als er 1826 seine Geburtsstadt Slovenska Bistrica besuchte, wurde die Idee, den Sitz des Bistums von St. Andrä dorthin zu verlegen, lebendig, doch Zimmermann bemühte sich nicht besonders darum. Auch die später angebotene Stelle des Bischofs von Gurk lehnte er ab und verweilte bis zum Tod auf dem Bischofssitz in St. Andrä.
Trotz seines Engagements für das Slowenische, das nach Schnabl offensichtlich einen relevanten Teil Zimmermanns Identität darstellte, wird in der slowenischen Geschichtsschreibung literaturüblich erst Zimmermanns Nachfolger, Franz Xaver Kuttnar, als der erste Slowene auf dem Lavanter Bischofssitz gesehen.